# NGC 6490
NGC 6490 (другие обозначения — UGC 11033, MCG 3-45-38, ZWG 112.68, ZWG 113.2, NPM1G +18.0526, PGC 61079) — галактика в созвездии Геркулес.
Этот объект входит в число перечисленных в оригинальной редакции «Нового общего каталога».